# Ion Moțoc

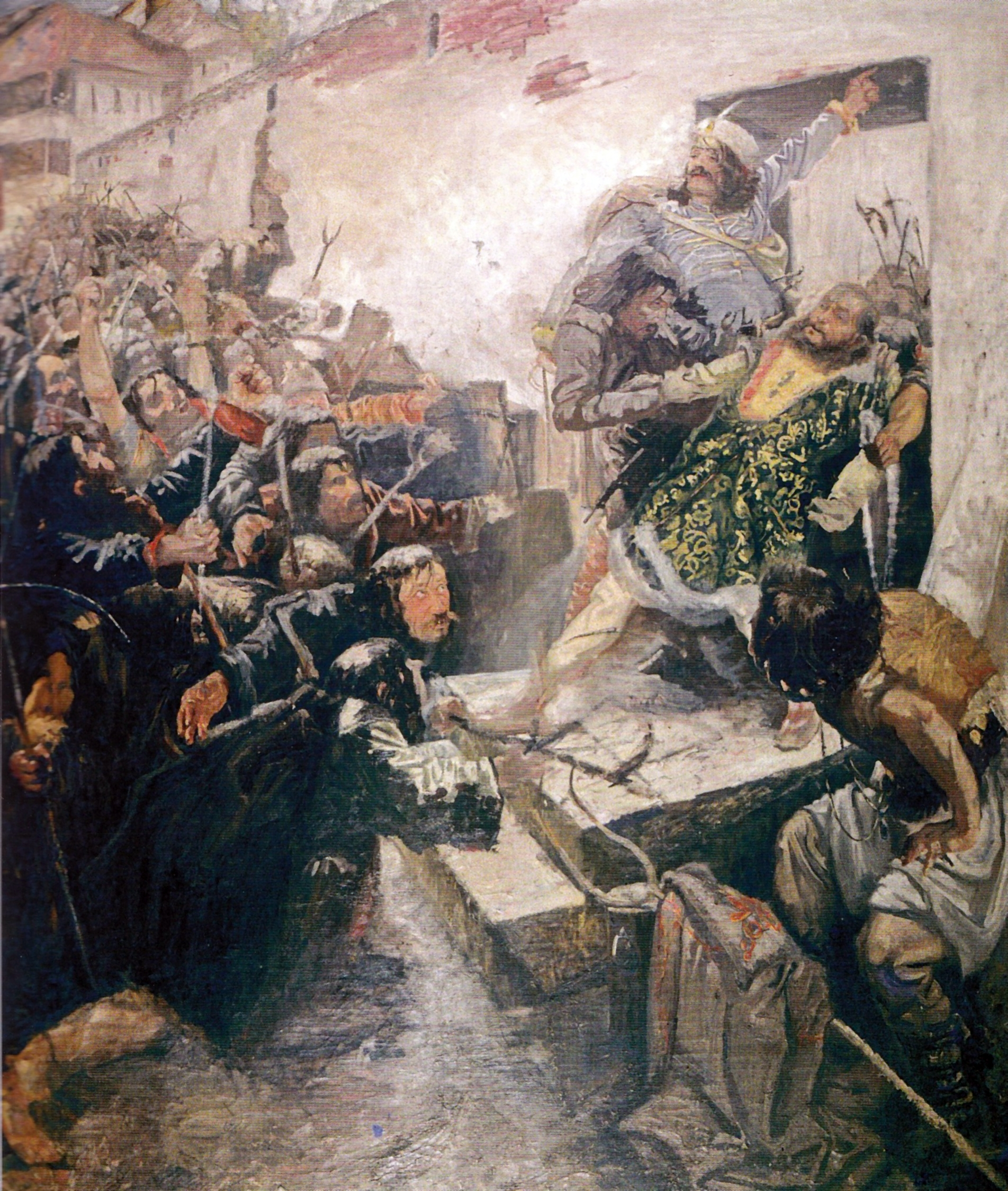
Capul lui Moțoc vrem - de Apcar Baltazar

Ion Moțoc (n. 1505 – d. 1564) a fost un boier moldovean din secolul al XVI-lea, care a deținut dregătoria de mare vornic în timpul mai multor domnitori. 
A rămas în istorie drept un mare intrigant, care i-a trădat succesiv pe mai mulți domnitori, cum ar fi Alexandru Lăpușneanu (în bătălia de la Verbia) sau Despot Vodă. La revenirea lui Lăpușneanu, în 1564, a fugit în Polonia, unde a fost decapitat. 
Este unul dintre personajele principale ale nuvelei istorice „Alexandru Lăpușneanul”, de Costache Negruzzi.